# Monólito

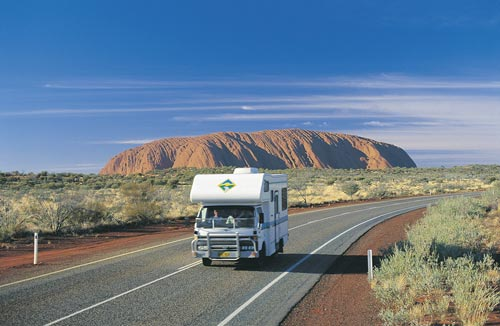
Uluru, localizado na Austrália.

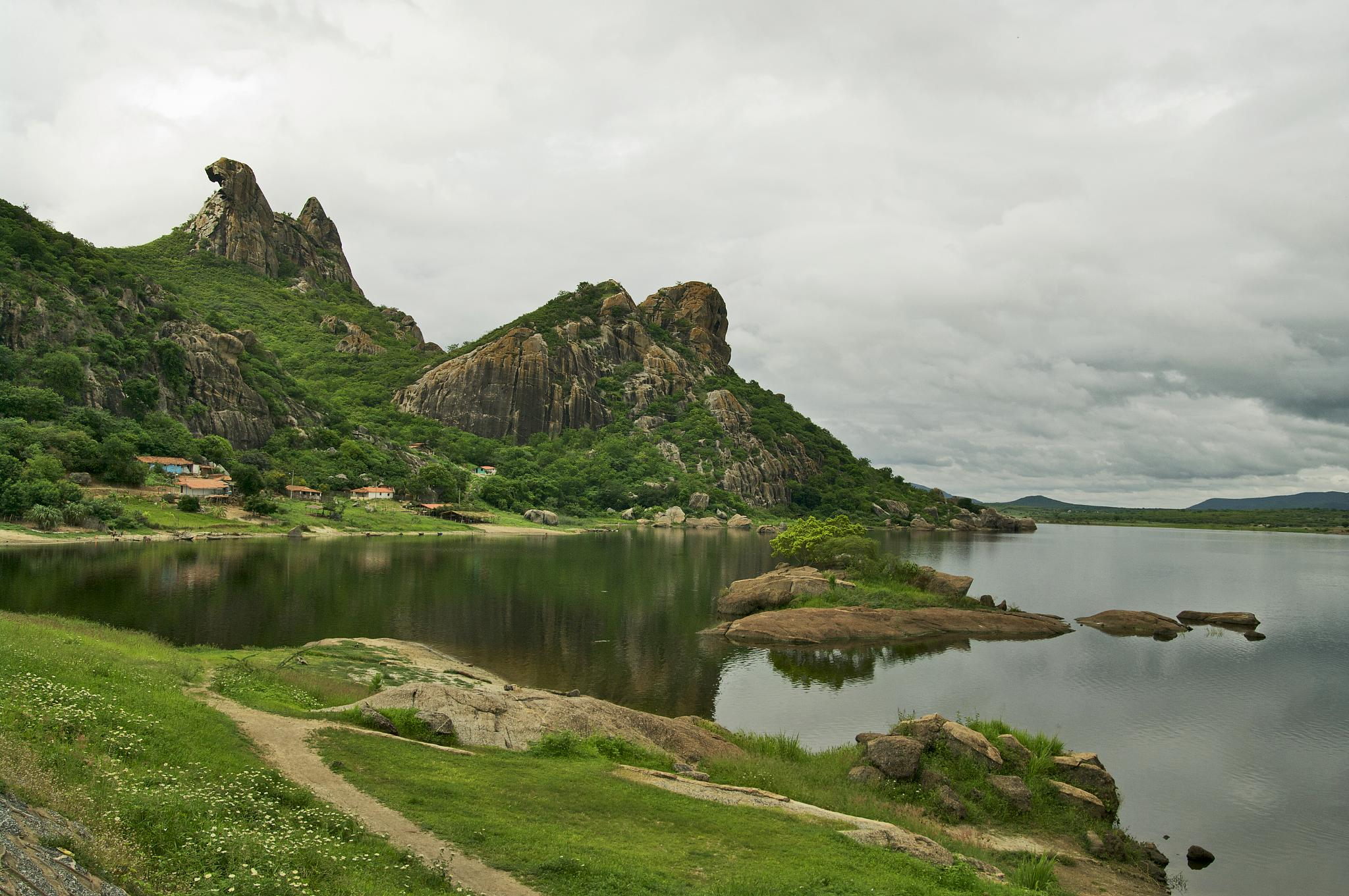
A Pedra da Galinha Choca, monólito de forma curiosa, é um dos principais pontos turísticos de Quixadá, Brasil.

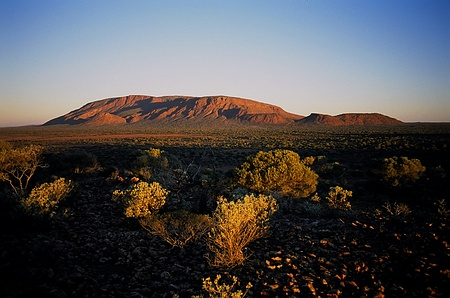
O Monte Augustus, na Austrália.

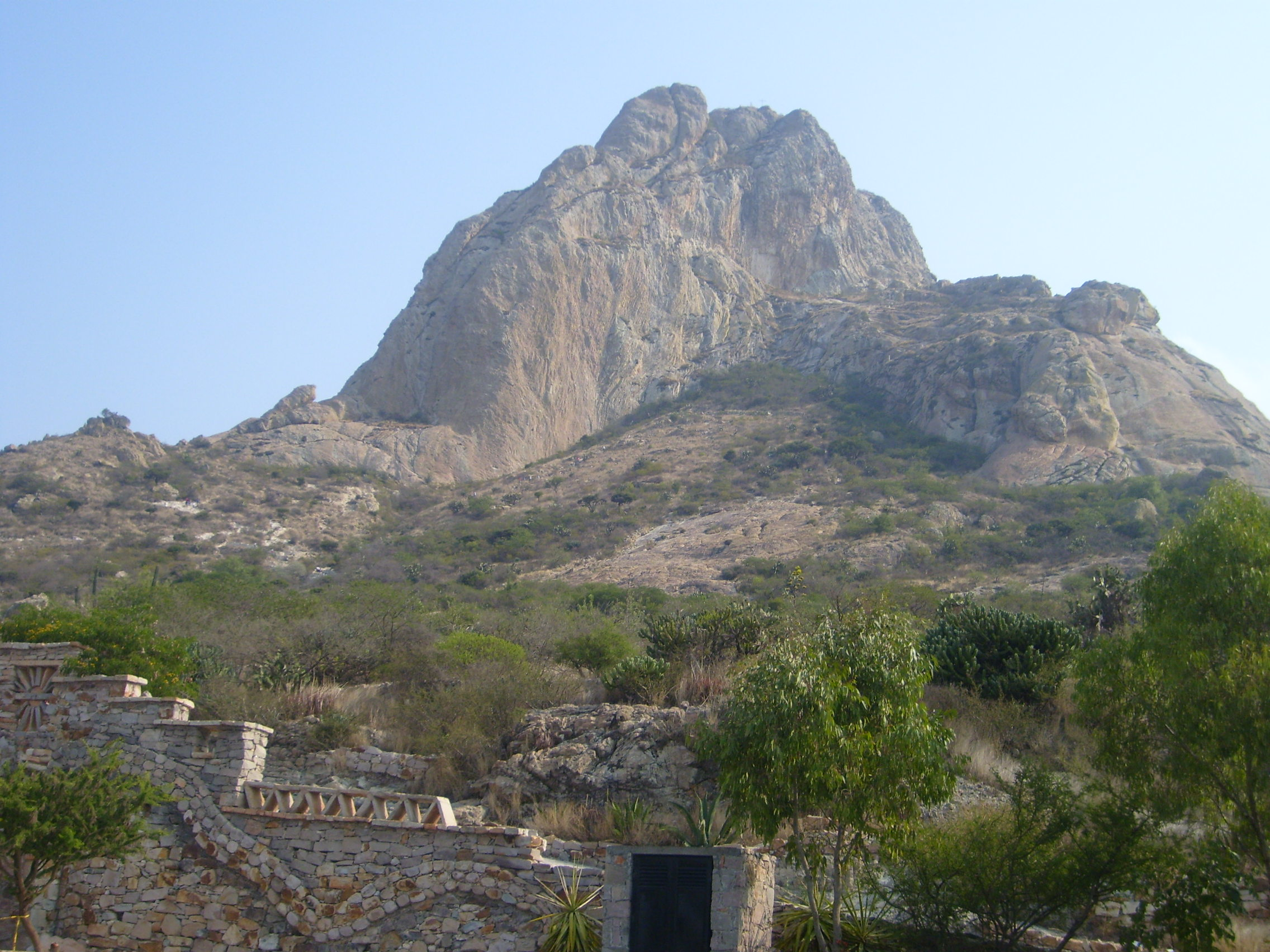
Peña de Bernal, México.

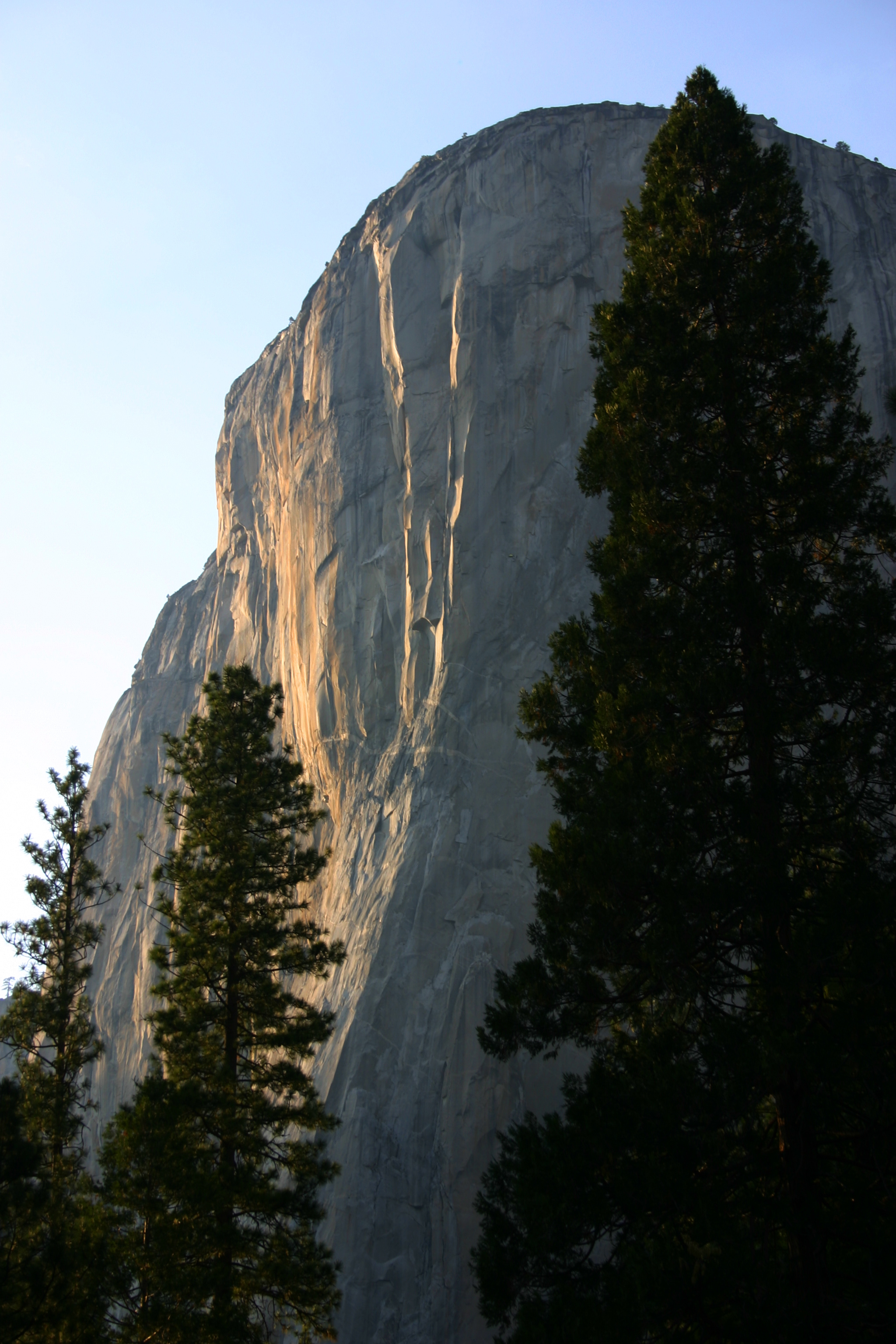
El Capitan, face sul.

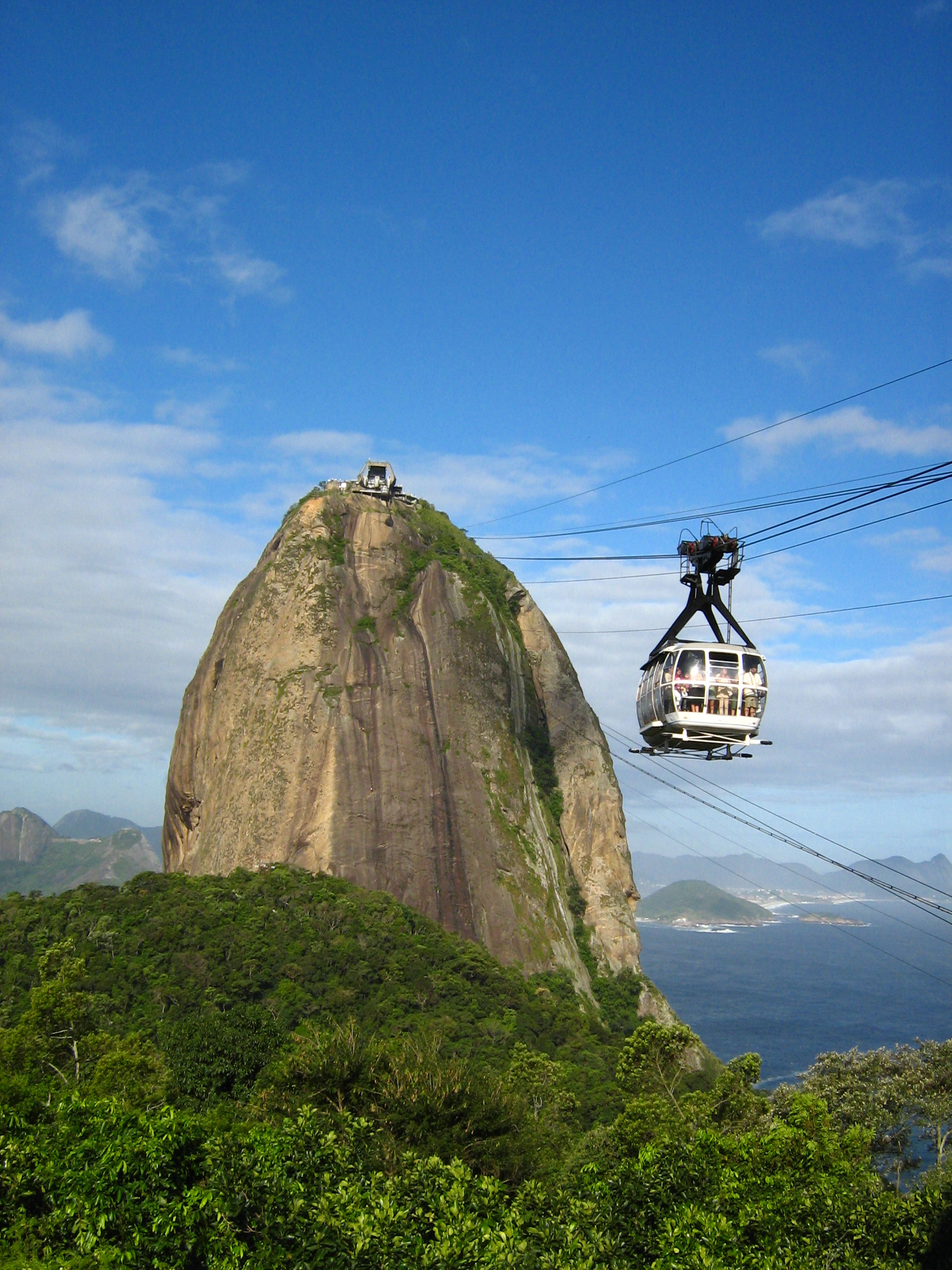
Morro e Bondinho do Pão de Açúcar.

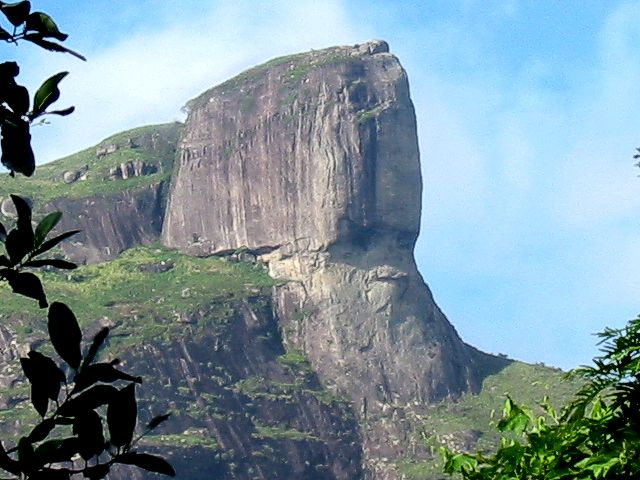
A Pedra da Gávea, maior monólito a beira mar do mundo.

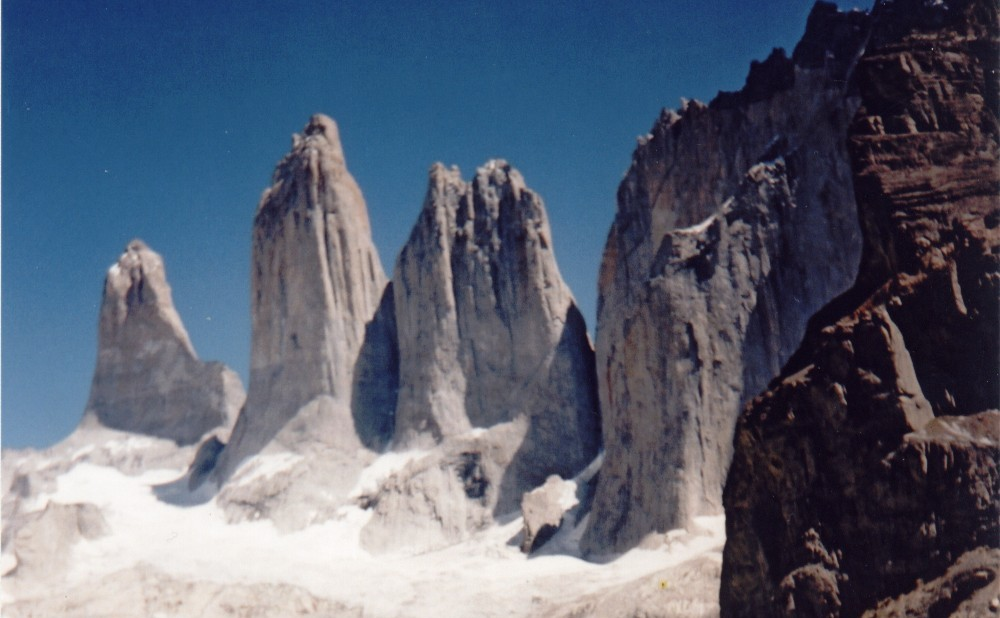
Torres del Paine, no Chile.

Um monólito é uma estrutura geológica, como uma montanha, por exemplo, constituído por uma única e maciça pedra ou rocha, ou um único pedaço de rocha colocado como tal. A palavra deriva do latim monolithus que deriva da palavra grega μονόλιθος (Monólithos), que por sua vez é derivada de μόνος ("um" ou "único") e λίθος ("pedra"), ou seja, significa "pedra única".
Os monólitos geológicos são, geralmente, resultado da erosão que normalmente expõe essas formações, que são na maioria das vezes feita de rochas muito duras de origem metamórficas ou ígneas. São geralmente um grande bloco único de rocha exposto no terreno, homogêneo e sem fraturas, de dimensões decamétricas em geral ou maiores e, muitas vezes, associados a campos de matacões (boulders) que são de dimensões métricas.

## Monólitos geológicos
Um monólito é uma pedra de grandes proporções ou uma obra ou monumento construído a partir de um só bloco de rocha ao qual muitos atribuem poderes sobre a fertilidade e a chuva, também utilizado por antigas civilizações como geopuntura, fixação do monólito em pontos específicos dentro de uma análise geopatologica.
Diversos monólitos de grande tamanho são encontrados ao redor do mundo, entre eles estão:
- Monte Augustus, também conhecido como Burringurrah, na Austrália Ocidental, promovido pelas agências de turismo australianas como sendo o maior monólito do mundo;[1]
- Uluru (Ayers Rock), Território do Norte, Austrália;
- Pine Mountain, Victoria, Austrália;
- El Capitan, Parque Nacional de Yosemite, Califórnia, Estados Unidos, considerado um dos principais pontos de interesse do alpinismo mundial.[2]
- Pedra do Baú, São Bento do Sapucaí, SP, Brasil;
- Pão de Açúcar, Rio de Janeiro, Brasil;
- Pedra da Gávea, maior monólito à beira-mar do mundo, Rio de Janeiro, Brasil;
- Peña de Bernal, México.

No município de Quixadá, Estado do Ceará, vários monólitos podem ser vistos. O mais famoso é denominado "Pedra da Galinha Choca". Para preservação da área foi criado o Monumento Natural dos Monólitos de Quixadá.
Outros grandes e conhecidos monólitos incluem:

### África
- Ben Amera, Mauritânia
- Brandberg Mountain, Namibia
- Aso Rock, Nigéria
- Zuma Rock, Nigéria
- Monte Lubiri, Angola

### Antártica
- Monólito Scullin monolith
- Leargh Rock

### Ásia
- Savandurga, Índia
- Madhugiri Betta
- Gilbert Hill, Índia

### Austrália
- Bald Rock (Rocha Careca, em português), próximo a Tenterfield, Nova Gales do Sul
- Monte Augustus (Burringurrah), na Austrália Ocidental
- Monte Coolum, Queensland
- Monte Wudinna, próximo a Wudinna, Austrália do Sul
- Rocha Kokerbin, Austrália Ocidental
- Uluru, Território do Norte

### Europa
- Frau Holle Stone, próximo a Fulda, Alemanha
- Humber Stone, Humberstone, próximo a Leicester, Inglaterra
- King Arthur's Stone Cornualha, Reino unido
- Logan Rock (Trereen, Cornwall)
- Odin Stone (Stenhouse, Órcadas; destruído in 1814)
- Peñon de Ifach Calpe, Espanha
- Rochedo de Gibraltar, Gibraltar

### América do Norte
- Beacon Rock, Columbia River Gorge, Washington, Estados Unidos
- Bottleneck Peak and Moon, Sids Mountain, Utah, Estados Unidos
- Devils Tower National Monument, Wyoming, Estados Unidos
- El Capitan, Yosemite National Park, Califórnia, Estados Unidos
- Enchanted Rock, Llano County, Texas, Estados Unidos
- Haystack Rock, Clatsop County, Oregon, Estados Unidos
- Looking Glass Rock, Condado de Transylvania, Carolina do Norte, Estados Unidos
- Peña de Bernal, Querétaro, México
- Petroforms, Manitoba, Canadá, Wisconsin, Estados Unidos
- Stawamus Chief, Squamish, Colúmbia Britânica, Canadá
- Stone Mountain, Stone Mountain, Estados Unidos

### América do Sul
- Torres del Paine, Chile
- Pão de Açúcar, Rio de Janeiro, Brasil
- Pedra do Baú, São Paulo, Brasil
- El Penol, Colômbia
- Pedra da Gávea, Rio de Janeiro, Brasil
- Pedra da Galinha Choca, Ceará, Brasil
- Serra do Jatobá, Serra Branca, Paraíba, Brasil

## Monólitos Monumentais

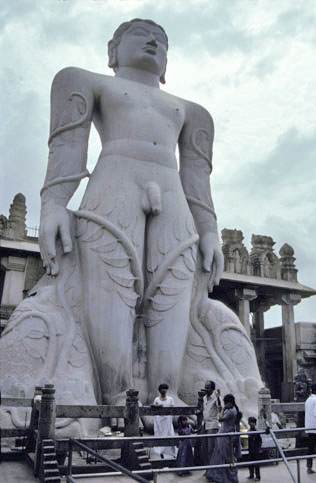
Gomateswara, um deus Jainista, Maior estátua monolítica do mundo

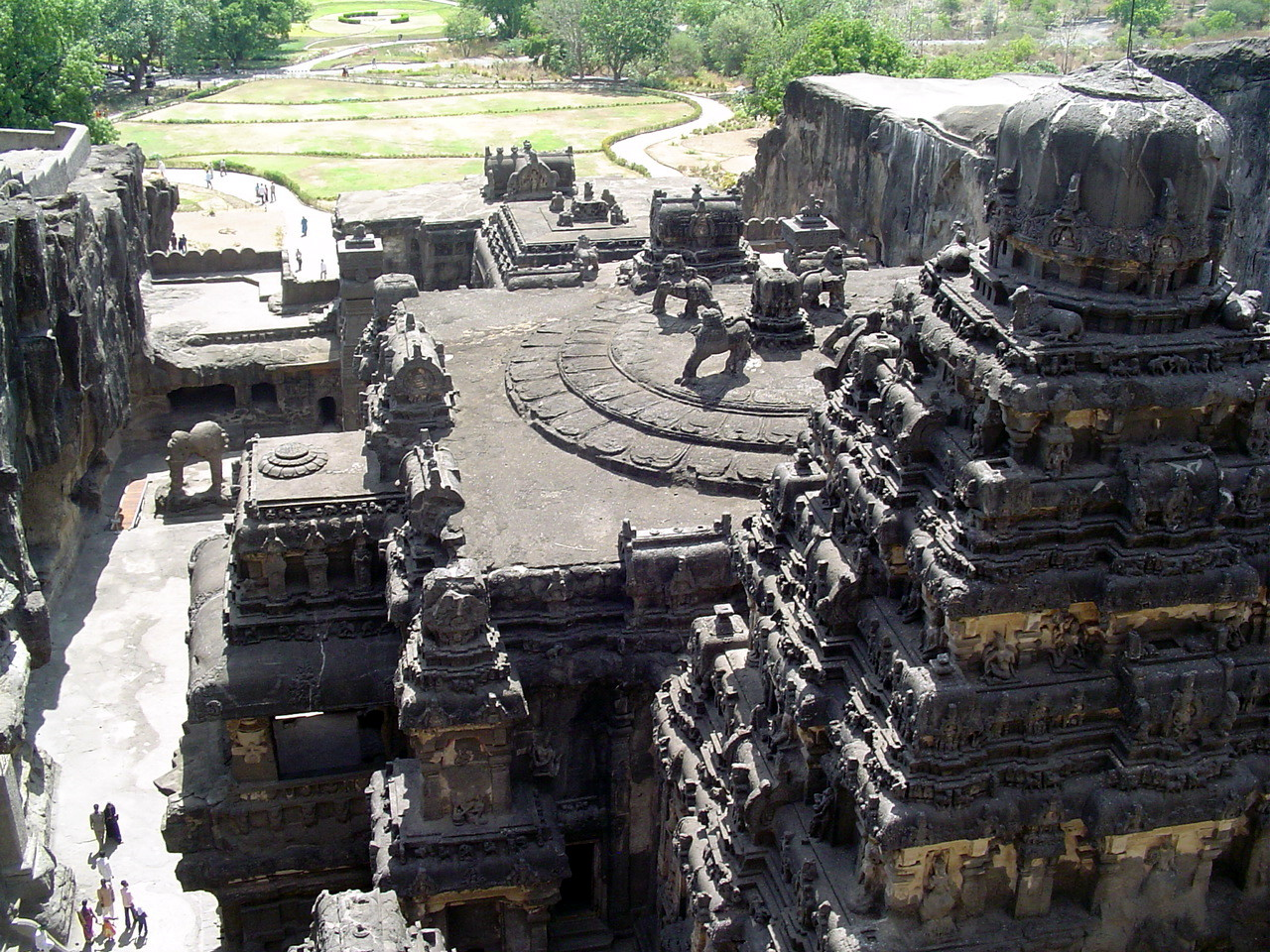
Grutas de Ellora, templo na Índia

São estruturas que foram escavadas como uma peça única de uma matriz rochosa.
- Pedra do topo do Mausoléu de Teodorico, Ravena
- Aztec calendar "pedra do sol"
- Stonehenge
- Grutas de Ellora - (Patrimônio Mundial da UNESCO);
- Runestones
- Círculo de pedras
- Standing stones
- Stela
- Obeliscos
- Esfinge de Gizé
- Ogham Stone, Península Dingle, Irlanda
- Adam and Eve Stones, Avebury, Wiltshire, Inglaterra
- Manzanar National Historic Landmark, EUA